# Evan Patak
Evan Hoburg Patak (ur. 23 czerwca 1984 w Santa Maria) – amerykański siatkarz, grający na pozycji atakującego, reprezentant Stanów Zjednoczonych.

## Życie prywatne
Jego tata ma na imię Kim a mama Gloria. Ma starszą siostrę Jessicę. Grał w koszykówkę i siatkówkę w Foothill High School w latach 1998–2002 w Pleasanton.

## Sukcesy klubowe
Mistrzostwo Grecji:
- 2008

Puchar Austrii:
- 2009

Mistrzostwo Austrii:
- 2009

Mistrzostwo Korei Południowej:
- 2011

## Sukcesy reprezentacyjne
Letnia Uniwersjada:
- 2003, 2007

Puchar Ameryki:
- 2008

Puchar Panamerykański:
- 2008[3]
- 2011

Liga Światowa:
- 2008[4]
- 2012

Mistrzostwa Ameryki Północnej, Środkowej i Karaibów:
- 2009, 2011

London Volleyball International:
- 2011

## Nagrody indywidualne
- 2008 - MVP i najlepszy zagrywający Pucharu Panamerykańskiego[5]
- 2008 - Najlepszy zagrywający Pucharu Ameryki
- 2009 - Najlepszy zagrywający Mistrzostw Ameryki Północnej, Środkowej i Karaibów